# امبوهیدراتریمو
امبوهیدراتریمو (به لاتین: Ambohidratrimo) یک سکونتگاه مسکونی در ماداگاسکار است که در آنالامانگا واقع شده‌است.